# O, die verflixte Wissenschaft
O, die verflixte Wissenschaft ist ein deutsches Stummfilmlustspiel aus dem Jahre 1916 von Ernst A. Becker mit Ressel Orla in der Hauptrolle.

## Handlung
Als Geheimrätin Walter von ihrem nach Amerika ausgewanderten Bruder brieflich mitgeteilt bekommt, dass dieser seine Tochter Ellen zu ihr nach Deutschland schicken wolle, entsteht in der tumben Dienerschaft große Aufregung. Mina, die Köchin der Geheimrätin, will sogar kündigen, da sie, wie sie versichert, nicht „für Kannibalen“ kochen wolle. Umso erstaunter ist man, dass die soeben eingetroffene Ellen nicht nur mit Messer und Gabel umgehen kann, sondern sich auch sonst recht manierlich benimmt. In „ihrem Gepäck“ befindet sich ihr hartnäckigster Verehrer Mr. Dudle, der sich nicht nur bereits drei Abfuhren von Ellen eingehandelt, sondern auch seinen schwarzen Diener mitgebracht hat. Köchin Mina ist anfänglich ob des „Wilden“ ein wenig erschrocken, doch bald beginnen sich schwarz und weiß sogar richtig gut zu vertragen. Mr. Dudle muss bald erkennen, dass Eusebius, der leicht versponnene, gelehrte Sohn von Frau Professor Müller, Ellen weitaus besser gefällt als er ihr, und reist angesichts dieser für ihn bitteren Erkenntnis bald wieder ab, während der schwarze Diener an diesem merkwürdigen, ihm vollkommen fremden Deutschland Gefallen gefunden hat und daher bleiben will.
Eusebius ist zwar ein ganz verträglicher Zeitgenosse, zugleich aber doch auch ein wenig kauzig und weltfremd. Andere Menschen interessieren ihn kaum, stattdessen vergräbt er sich ganz in seine Bücher und widmet sich der Wissenschaft. Umso befremdlicher reagiert der verschrobene Jüngling auf Ellens weltoffenes und freidenkerisches Wesen. Die Amerikanerin lässt sich aber von der spröden Art ihres verklopften, scheuen Bücherwurms nicht abweisen und schaltet nun auf Angriff. Ganz allmählich taut Eusebius auf und muss einsehen, dass so eine junge, lebendige und attraktive Frau an seiner Seite durchaus ihre Meriten besitzt. Als es dann aber zur Verlobung der beiden so unterschiedlichen Charaktere kommen soll, ist der Wissenschafts-Fan wieder derart in seine Schriften versunken, dass er glatt seine eigene Feier vergisst. Doch Ellen lässt sich auch durch derlei Dinge nicht aus dem Konzept bringen, geht ihren Stubengelehrten suchen und findet ihn hinter einem Stapel von Büchern versunken. Mit viel Liebe schaufelt sie sich ein Guckloch durch das gestapelte Papier und strahlt ihren Herzbuben an. Da endlich begreift Eusebius, was er an seiner Liebsten Ellen hat und besiegelt seine Verlobung mit ihr durch einen Kuss.

## Produktionsnotizen
O, die verflixte Wissenschaft entstand im Frühjahr 1916, passierte die Zensur im Juni desselben Jahres und wurde kurz darauf uraufgeführt. Am 6. Oktober 1916 feierte das Lustspiel seine Wiener Premiere. Der Dreiakter besaß eine Länge von etwa 840 Metern.

## Rezeption
In der Kinematographischen Rundschau ist zu lesen: „Die amüsante Handlung zeigt uns Resel Orla in der Rolle einer forschen Amerikanerin, die einen eingefleischten Bücherwurm, dem die Wissenschaft alles bedeutet, zur Liebe bekehrt.“